# 狩場本線料金所

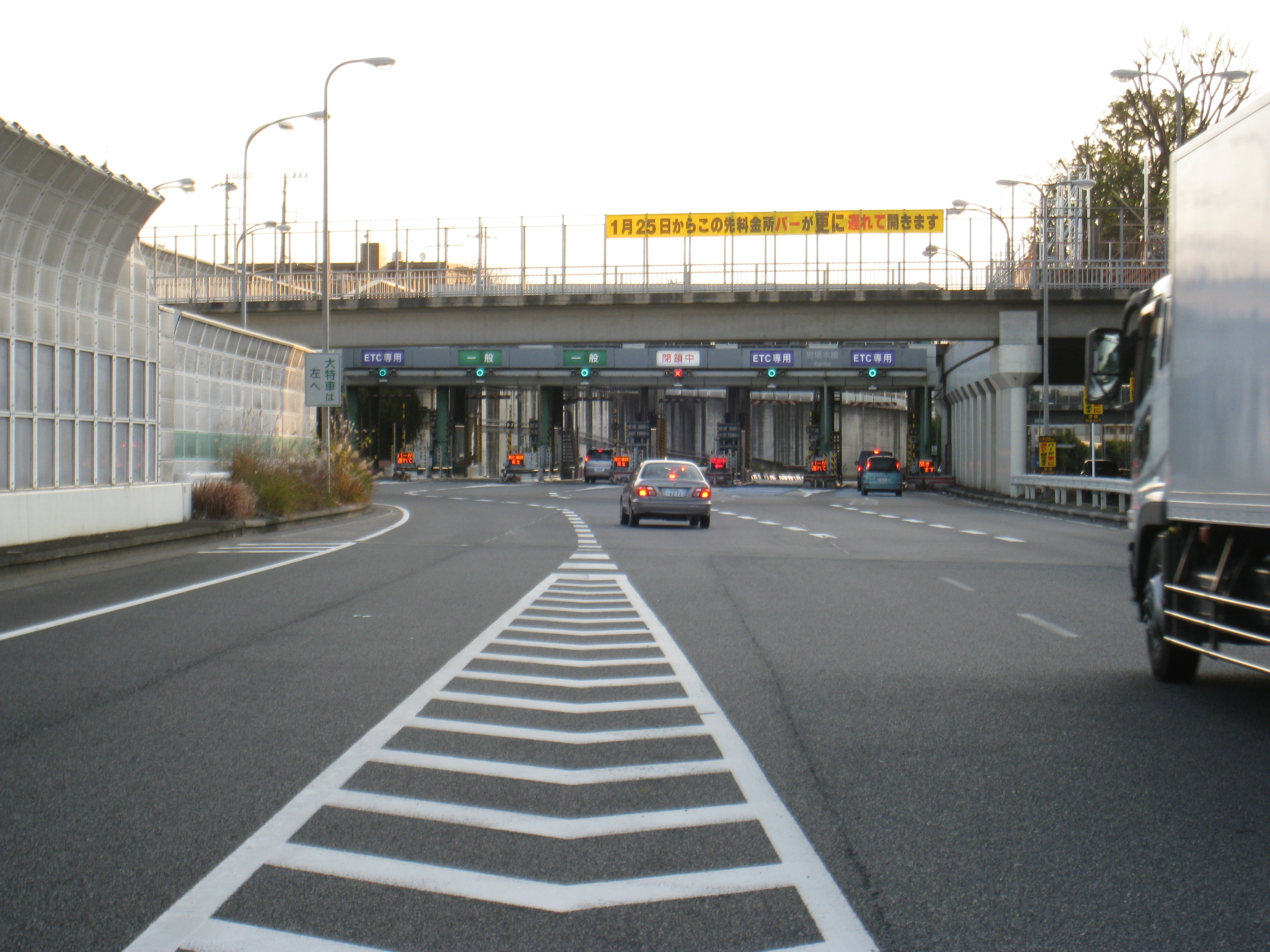
狩場本線料金所

狩場本線料金所（かりばほんせんりょうきんじょ）は、神奈川県横浜市保土ケ谷区瀬戸ケ谷町にある、首都高速道路神奈川3号狩場線の上り線（石川町ジャンクション方面）に設置されている本線料金所である。

## 料金所
- レーン数：6
  - ETC専用：3
  - 一般・ETC：1
  - 一般：1
  - 閉鎖中：1

料金については、首都高速道路の項を参照。料金所に隣接して、横浜横須賀道路等から流入した過積載車両をUターンさせることを目的とした管理用通路が設けられている。この通路は上り線の料金所先から左に分かれて本線地下を横断し、下り線に合流するものである。この地下構造物を利用し、道路排水用の調整池が設けられている。

## 隣
首都高速神奈川3号狩場線
狩場JCT - 狩場TB - (359) 永田出入口